# Hải lý
Hải lý còn được gọi là dặm biển (ký hiệu là NM hoặc nmi) là một đơn vị chiều dài hàng hải, là khoảng một phút cung của vĩ độ cùng kinh tuyến bất kỳ, nhưng khoảng một phút của vòng cung kinh độ tại đường xích đạo. Theo quy ước quốc tế, 1 hải lý = 1852 m (khoảng 6076.115486 feet).
Nó là một đơn vị tổ chức phi SI (mặc dù được chấp nhận cho sử dụng trong hệ thống quốc tế của các đơn vị BIPM) được sử dụng đặc biệt là hoa tiêu trong ngành công nghiệp vận chuyển và hàng không và cũng trong thăm dò cực. Nó thường được sử dụng trong luật pháp quốc tế và điều ước, đặc biệt là về các giới hạn của vùng biển. Nó phát triển từ dặm biển và liên quan dặm địa lý.
Hải lý vẫn còn trong sử dụng bằng đường biển và hàng không trên toàn thế giới vì sự tiện lợi của nó khi làm việc với các bảng xếp hạng. Hầu hết các bảng xếp hạng hải lý được xây dựng trên Mercator chiếu có quy mô khác nhau theo từng yếu tố một khoảng sáu từ xích đạo đến 80° vĩ độ bắc hay phía nam. Đó là, do đó, không thể hiển thị quy mô tuyến tính để sử dụng trên các bảng xếp hạng trên quy mô nhỏ hơn khoảng 1/80, 000 đơn  Kể từ khi một hải lý, thực tế chuyển hướng, như là một phút vĩ độ, nó rất dễ dàng để đo khoảng cách trên một biểu đồ sử dụng dải phân, sử dụng quy mô vĩ độ ở phía bên của bảng xếp hạng trực tiếp đến phía đông hay phía tây của khoảng cách được đo.

## Định nghĩa
Hải lý quốc tế được xác định bởi Hội nghị Thủy văn quốc tế đầu tiên, Monaco (1929) là chính xác 1852 mét. Đây là định nghĩa duy nhất trong hiện trạng sử dụng rộng rãi, và là một trong những được chấp nhận bởi Tổ chức Thủy văn quốc tế và Văn phòng quốc tế về Cân nặng và Đo lường (BIPM). Trước năm 1929, các quốc gia khác nhau có định nghĩa khác nhau, và Liên Xô, Anh Quốc và Hoa Kỳ đã không chấp nhận các giá trị quốc tế.
Định nghĩa hải lý của cả Anh và Mỹ được dựa trên hình tự cầu Clarke (1866): đặc biệt, họ đã xấp xỉ khác nhau với độ dài một phút hồ quang dọc theo một vòng tròn của một giả thuyết lĩnh vực có diện tích bề mặt tương tự như hình tự cầu Clarke  hải lý Hoa Kỳ đã được định nghĩa như 1.853,248 mét (6.080,20 feet Mỹ, dựa vào định nghĩa của feet) Mendenhall Đặt hàng của 1893 nó đã bị bỏ rơi trong lợi của hải lý quốc tế năm 1954  hải lý Anh, còn được gọi là dặm Admiralty được quy định tại các điều khoản của các nút là một trong những hải lý chính xác là 6080 feet (1.853,184 m): nó đã bị bỏ rơi trong 1970 , và cho các mục đích quy phạm pháp luật, tài liệu tham khảo cũ cho đơn vị đã lỗi thời hiện nay chuyển đổi chính xác sang 1852 mét.

### Dặm biển
Trong việc sử dụng tiếng Anh, hải lý, đối với bất kỳ vĩ độ, độ dài một phút vĩ độ ở vĩ độ đó. Nó thay đổi từ khoảng 1.842,9 mét (6.046 ft) tại đường xích đạo khoảng 1.861,7 mét (6.108 ft) tại các cực, với một giá trị trung bình của 1.852,3 mét (6.077 ft)  dặm hải lý của quốc tế đã được lựa chọn là số nguyên mét gần nhất với những dặm nước biển trung bình.
Mỹ sử dụng đã thay đổi gần đây. Các thuật ngữ trong các ấn bản năm 1966 của Bowditch của Mỹ Bowditch  định nghĩa một "hải lý" như là một "hải lý" Trong ấn bản năm 2002, thuật ngữ nói: "Một có nghĩa là giá trị gần đúng của hải lý bằng 6.080 phít theo chiều dài của một phút hồ quang dọc theo kinh tuyến tại vĩ độ 48° .
Hải lý cũng đã được định nghĩa là 6000 phít hoặc 1000 sải, ví dụ trong các đơn vị "Dresner của" Đo lường. Dresner bao gồm một nhận xét tác dụng này không được nhầm lẫn với hải lý.

### Dặm địa lý
Dặm địa lý là chiều dài của một phút kinh độ dọc theo đường xích đạo, khoảng 1.855,4 m Quốc tế (1924) hình tự cầu tên  hoặc về 1.855,325 m WGS 84 ellipsoid. Bowditch định nghĩa nó như là 6.087,08 phít, là 1.855,34 mét. Thuật ngữ "dặm địa lý" cũng đã được sử dụng để tham khảo dặm biển có nghĩa là, sau này sẽ trở thành hải lý quốc tế.
Không nên nhầm lẫn điều này với đơn vị tương tự như nghe geografische Meile, nhìn thấy trong các phép đo lịch sử của Đức. Đơn vị này đã được dự định được chiều dài của phút của vòng cung dọc theo đường xích đạo và tiêu chuẩn hóa là 7.421,6 mét. Tại Đức, "Mile", "UHR" hoặc "Stunde" thường đề cập đến 24.000 phít địa phương. Đây là khoảng cách người ta có thể đi bộ trong một giờ (Stunde).

### Dặm điện báo
Một dặm điện báo là chiều dài tròn một phút hồ quang dọc theo đường xích đạo.

### Dặm chiến thuật hoặc dặm dữ liệu
Một xấp xỉ, các nhà thiết kế của các hệ thống radar cho tên lửa đạn đạo, hành trình và tên lửa chống tàu được sử dụng bởi NATO lực lượng hải quân sử dụng 6.000 feet (1,828.8 m) là tương đương của một hải lý. Trong Hải quân Hoàng gia, điều này còn được gọi là một dặm dữ liệu.

### Dặm Radar
Trong lý thuyết radar, những dặm dữ liệu (6.000 feet) là đơn vị chiều dài. Dặm radar là thời gian cần một xung radar đi du lịch một dặm dữ liệu ra và một dặm dữ liệu trở lại một lần nữa, tương đương với 12,277 miligiây. Giá trị này tương ứng với tốc độ ánh sáng (khoảng 3 ×108 m/s). Phạm vi của một radar có thể được xác định bằng cách chia thời gian lắng nghe (xung lặp đi lặp lại thời gian trừ đi độ rộng xung) bởi một dặm radar.

## Ký hiệu đơn vị
Tổ chức Thủy văn Quốc tế, thành viên cơ bản bao gồm tất cả các quốc gia đi biển, và Văn phòng quốc tế về Cân nặng và Đo lường sử dụng M là chữ viết tắt cho hải lý . viết tắt ưa thích của Tổ chức Hàng không dân dụng quốc tế NM. Các chữ viết tắt nm, mặc dù xung đột với các hệ thống quốc tế của các đơn vị SI ký hiệu cho nanomet, cũng được sử dụng rộng rãi. Các biểu tượng SI niutơn mét là  Nm (với một không gian) hoặc N·m,Nm, bởi vì tiền tố chỉ có thể giáp một ký hiệu đơn vị 

## Lịch sử

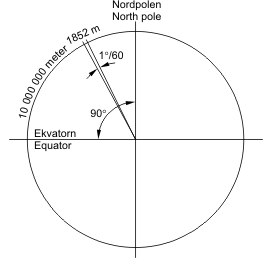
Định nghĩa lịch sử - 1 hải lý

Hải lý lịch sử đã được định nghĩa là một phút cung cùng một kinh tuyến của Trái Đất (bắc-nam), làm cho một kinh tuyến chính xác 180 × 60 = 10800 hải lý lịch sử . Vì vậy có thể được sử dụng cho các biện pháp gần đúng trên một kinh tuyến như là thay đổi của vĩ độ trên hải lý biểu đồ. Định nghĩa ban đầu dự định của đồng hồ là 10−7 của một nửa vòng cung kinh tuyến làm cho có ý nghĩa lịch sử hải lý chính xác (2 ×107)/10.800 = 1,851.851851... mét lịch sử. Căn cứ vào hiện tại IUGG kinh tuyến của 20,003,931.4585 (tiêu chuẩn) mét hải lý lịch sử trung bình là 1,852.216 m.
Định nghĩa lịch sử khác nhau từ các tiêu chuẩn dựa trên chiều dài trong một phút của vòng cung, và do đó một dặm hải lý, không phải là một chiều dài không đổi ở bề mặt của Trái Đất nhưng dần dần kéo dài theo hướng bắc-nam với khoảng cách từ đường xích đạo, như một hệ quả tất yếu của tính dẹt của Trái Đất, vì vậy cần phải "trung bình" trong câu cuối của đoạn trước. Độ dài này bằng 1.861 mét tại các cực và 1.843 mét tại đường xích đạo .
Các quốc gia khác đã có định nghĩa khác nhau của hải lý. Điều này đa dạng trong kết hợp với sự phức tạp của đo góc mô tả ở trên cùng với sự không chắc chắn nội tại của các đơn vị có nguồn gốc geodetically giảm nhẹ so với định nghĩa còn tồn tại trong lợi của một đơn vị đơn giản chiều dài tinh khiết. Thỏa thuận quốc tế đã đạt được vào năm 1929 khi Hội nghị bất thường Thủy văn quốc tế được tổ chức tại Monaco thông qua một định nghĩa của một dặm hải lý quốc tế là bằng [[1 E3 m|1852 mét hay 1,852 ki lô mét chính xác, trong hợp đồng xuất sắc (cho một số nguyên) với các giá trị nói trên của 1,851.851 mét lịch sử và 1,852.216 mét tiêu chuẩn.
Sử dụng các góc dựa trên chiều dài lần đầu tiên được đề xuất bởi E. Gunter (của chuỗi Gunter nổi tiếng). Trong thế kỷ 18, mối quan hệ của một dặm 6000 (hình học) bàn chân, hay một phút của vòng cung trên bề mặt Trái Đất đã được nâng cao như một biện pháp phổ quát đối với đất và biển. Km số liệu đã được chọn để đại diện cho một phút centisimal của vòng cung, trên cơ sở tương tự, với các vòng tròn được chia thành 400 độ 100 phút.

## Chuyển đổi cho các đơn vị khác
Một hải lý quốc tế chuyển đổi thành:
- 1852 m (chính xác)
- 1.150779 dặm (quy ước) (chính xác: 57.875/50.292 dặm)
- 2,025.372 lát (chính xác: 2315000/1143 lát)
- 6,076.1155 phít (chính xác: 2315000/381 phít hoặc 1822831/300 phít đo đạc)
- 1,012.6859 sải (chính xác: 1157500/1143 sải)
- 10 cáp quốc tế (chính xác)
- 10.126859 cáp Anh (100 sải) (chính xác: 11575/1143 cáp Anh)
- 8.439049 cáp Mỹ (120 sải) (chính xác: 57.875/6.858 cáp Mỹ)
- 0.998383 phút cung xích đạo (dặm địa lý truyền thống)
- 0.9998834 phút cung kinh tuyến trung bình (hải lý lịch sử trung bình)

## Đơn vị phối hợp
Các đơn vị có nguồn gốc của tốc độ nút, được định nghĩa như một hải lý mỗi giờ. Thuật ngữ "đăng nhập" được sử dụng để đo khoảng cách một tàu đã di chuyển thông qua các nước. Thuật ngữ này cũng có thể được sử dụng để đo tốc độ thông qua các nước (xem con chip đăng nhập), như tốc độ và khoảng cách trực tiếp liên quan.
Các điều khoản "nút" và "đăng nhập" được bắt nguồn từ việc thực hành bằng cách sử dụng "đăng nhập" gắn với một sợi dây thừng thắt nút như một phương pháp đo tốc độ của một con tàu. Một đăng nhập gắn liền với một sợi dây thắt nút đã được ném vào trong nước, sau phía sau tàu. Số lượng hải lý đi ra khỏi tàu và vào nước trong một thời gian nhất định sẽ xác định tốc độ bằng "nút thắt". Đo lường ngày hiện tại của hải lý và đăng nhập được xác định bằng cách sử dụng một kéo cơ khí, điện tử kéo, thân tàu gắn trên đơn vị (mà có thể hoặc có thể không được thu vào), Doppler (hoặc siêu âm hoặc radar), hoặc GPS. Tốc độ đo bằng GPS có sự khác biệt từ những người được đo bằng các phương tiện khác trong đó Tốc độ trên mặt đất (kế toán cho các hiệu ứng của hiện tại) trong khi những người khác là tốc độ Thông qua các nước, không cho hiện tại.